# UTC+09:30

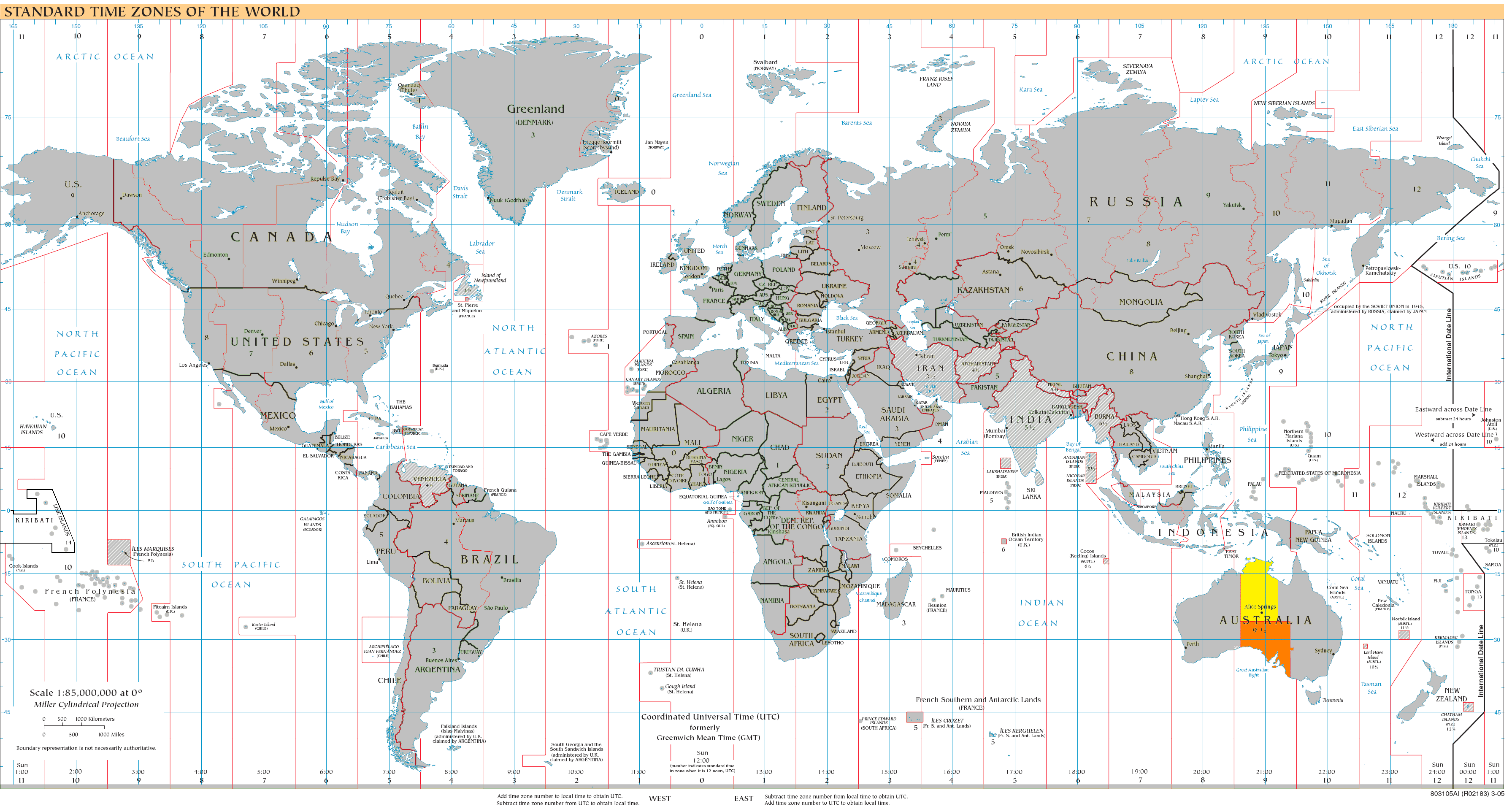
UTC+9:30

UTC+9:30 (I+ – India+) – strefa czasowa, odpowiadająca czasowi słonecznemu południka 142°30'E.
W strefie znajduje się m.in. Adelaide.

## Strefa całoroczna
Australia i Oceania:
- Australia (Terytorium Północne)

## Czas standardowy (zimowy) na półkuli południowej
Australia i Oceania:
- Australia (Australia Południowa oraz miasto Broken Hill)